# Le Foyer perdu
Pour plus de détails, voir Fiche technique et Distribution.
Le Foyer perdu (titre original : Damals) est un film allemand réalisé par Rolf Hansen,  tourné en 1942 et sorti en 1943.

## Synopsis
Une jeune femme va être confronté à son passé au cours d'une enquête criminelle.

## Fiche technique
- Titre original : Damals
- Titre français : Le Foyer perdu
- Titre anglophone ou international : Back Then ou At That Time
- Réalisation : Rolf Hansen
- Assistant-réalisateur : Hans Robert Bortfeld
- Scénario : Bert Roth, Peter Groll, Rolf Hansen
- Photographie : Franz Weihmayr
- Son : Werner Pohl
- Montage : Anna Höllering
- Musique : Lothar Brühne, Ralph Benatzky
- Producteur délégué : Walter Bolz
- Société(s) de production : Universum Film (UFA)
- Société(s) de distribution : Deutsche Filmvertriebs (DFV, Allemagne), L'Alliance Cinématographique Européenne (ACE, France)
- Pays d’origine :  Reich allemand
- Langue originale : allemand
- Format : noir et blanc — 35 mm — 1,37:1 — son Mono
- Genre : drame
- Durée : 94 minutes
- Dates de sortie :
  - Troisième Reich : 3 mars 1943
  - France : 8 septembre 1943

## Distribution
- Zarah Leander : Vera Meiners, une femme médecin renvoyée de la clinique où elle travaillait et qui doit changer de vie
- Hans Stüwe : Jan Meiners, le mari de Vera dont elle vit séparée
- Rossano Brazzi : Pablo, clown et coureur cycliste
- Jutta von Alpen : la petite Brigitte Meiners, la fille de Vera avec qui elle vit
- Hilde Körber : Madame Gaspard, la mère de l'enfant opéré
- Elisabeth Markus : le docteur Gloria O'Connor
- Hans Brausewetter : le coiffeur Corbeau
- Karl Martell : Frank Douglas, l'agent d'assurance